# Ten Commandments
Ten Commandments é um álbum de coletâneas com edição limitada do cantor e compositor britânico Ozzy Osbourne, lançado em 1990.

## Antecedentes
Ten Commandments é uma compilação de dez faixas com seis faixas da primeira banda de Ozzy Osbourne depois de deixar o Black Sabbath. Duas do álbum-título da banda, Blizzard of Ozz, quatro faixas do segundo álbum Diary of a Madman, duas faixas do terceiro álbum Bark at the Moon, e duas faixas do The Ultimate Sin.  Entre as faixas incluídas estão cinco singles, incluindo "Crazy Train", "Flying High Again" e "Bark at the Moon". 

## Faixas
| N.º            | Título                   | Compositor(es)                                      | Duração |  |
| 1.             | "Flying High Again"      | Ozzy Osbourne Randy Rhoads Bob Daisley Lee Kerslake | 4:50    |  |
| 2.             | "Crazy Train"            | Osbourne Rhoads Daisley                             | 4:50    |  |
| 3.             | "Diary of a Madman"      | Osbourne Rhoads Daisley Kerslake                    | 6:12    |  |
| 4.             | "Shot in the Dark"       | Osbourne Phil Soussan                               | 4:16    |  |
| 5.             | "Thank God for the Bomb" | Osbourne Jake E. Lee                                | 3:53    |  |
| 6.             | "Bark at the Moon"       | Osbourne                                            | 4:15    |  |
| 7.             | "Tonight"                | Osbourne Rhoads Daisley Kerslake                    | 5:50    |  |
| 8.             | "Little Dolls"           | Osbourne Rhoads Daisley Kerslake                    | 5:38    |  |
| 9.             | "Steal Away (The Night)" | Osbourne Rhoads Daisley Kerslake                    | 3:28    |  |
| 10.            | "So Tired"               | Osbourne                                            | 3:56    |  |
| Duração total: | Duração total:           | Duração total:                                      | 47:29   |  |

Notas
- Faixas 1, 3, 7 e 8 originalmente lançadas em Diary of a Madman.
- Faixas 2 e 9 originalmente lançadas em Blizzard of Ozz.
- Faixas 4 e 5 originalmente lançadas em The Ultimate Sin.
- Faixas 6 e 10 originalmente lançadas em Bark at the Moon.

## Músicos
| - Ozzy Osbourne – vocal (todas as faixas), produção (faixas 1-3 e 6-10) - Randy Rhoads – guittarra e produção (faixas 1-3, e 7-9) - Bob Daisley – baixo e backing vocals (faixas 1-3 e 6-10), produção (faixas 2, 6, 9 e 10) - Lee Kerslake – bateria e percussão (faixas 1-3 e 7-9), produção (faixas 2 e 9) - Jake E. Lee – guitarras e backing vocal (faixas 4-6 e 10) - Phil Soussan – baixo (faixas 4 e 5) - Randy Castillo – bateria (faixas 4 e 5)* | - Don Airey – teclados (faixas 2, 6, 9 e 10) - Michael Moran – teclados (faixas 4 e 5) - Max Norman – engenheiro de som (faixas 1-3 e 6–10), produção (faixas 1, 3, 6-8 e 10) - Ron Nevison – produção e engenheiro de som (faixas 4 e 5) - Tony Bongiovi – mixagem (faixas 6 and 10) - Tim Young – masterização (faixas 1-3 e 7-9) - Howie Weinberg – masterização (faixas 6 e 10) |

1. 1 2  Ten Commandments - Ozzy Osbourne | Songs, Reviews, Credits | AllMusic (em inglês), consultado em 23 de maio de 2020